# (30965) 1994 XW
(30965) 1994 XW est un astéroïde de la ceinture principale d'astéroïdes découvert en 1994.

## Description
(30965) 1994 XW a été découvert le 2 décembre 1994 à l'observatoire de Nachikatsuura au Japon, par Yoshisada Shimizu et Takeshi Urata.

### Caractéristiques orbitales
L'orbite de cet astéroïde est caractérisée par un demi-grand axe de 2,27 ua, un périhélie de 1,87 ua, une excentricité de 0,18 et une inclinaison de 7,08° par rapport à l'écliptique. Du fait de ces caractéristiques, à savoir un demi-grand axe compris entre 2 et 3,2 ua et un périhélie supérieur à 1,666 ua, il est classé, selon la JPL Small-Body Database, comme objet de la ceinture principale d'astéroïdes.

### Caractéristiques physiques
(30965) 1994 XW a une magnitude absolue (H) de 14,7 et un albédo estimé à 0,348.